# Distretto di Gerusalemme
Distretto di Gerusalemme è uno dei Distretti di Israele. La sua superficie è di 652 km² (inclusa Gerusalemme Est, territorio occupato dal 1967, sotto amministrazione civile a differenza dell'area Giudea e Samaria). La sua popolazione di 1.083.300 abitanti comprende 68,4% Ebrei, 29,8% Arabi (sono presenti anche minoranze islamiche 28,3%, e cristiane 1,4%). La capitale del distretto è Gerusalemme.

## Amministrazioni locali
| Città                       | Consigli locali                               | Consigli regionali |
| --------------------------- | --------------------------------------------- | ------------------ |
| - Gerusalemme - Bet Shemesh | - Abu Ghosh - Mevaseret Zion - Kiryat Ye'arim | - Mateh Yehuda     |

La municipalità di Gerusalemme comprende Gerusalemme Ovest e Gerusalemme Est.